# Асен Сираков (писател)
Асен Сираков е български писател, езиковед, публицист, преводач.

## Биография
Роден е на 6 юли 1952 г. в София. Баща му Никола Асенов Сираков е бивш офицер, първенец на 61 випуск на Висшето на НВ Военно Училище, син на ген. Асен Николов Сираков и Цветана Георгиева Сиракова, учителка, правнучка на Петко Милев-Страшния от Тетевен, съратник на В. Левски. Майка му Олга Павлова Сиракова (род. Кадикова), завършила колеж „Сен Жозеф“, преводач и учител по английски и френски. Тя е дъщеря на полк. Павел Иванович Кадиков, донски казак, кавалер на Георгиевския кръст, емигрирал в България 1919-а и Райна Николова Гълъбова от стар кукушки род, завършила колеж за благородни девици в Лозана.
Асен Сираков от дете учи руски, английски и френски, пиано (М. Джамбазова) и рисуване (А. Методиев), завършва 35-а ГРЕ „М. Калинин“ и отбива военната си служба в Карлово като танкист. Учи и завършва семестриално с бакалавърска степен география на туризма с английски и полски език, след което с магистърска степен по руска и българска филология в СУ „Климент Охридски“. Успоредно завършва и полувисшите курсове за „Ръководители на самодейни театрални колективи“ във ВИТИЗ (К. Цонев) към ПВИ в Благоевград. През същия период е и национален състезател по фехтовка (шпага). Докато следва, работи към „Бюро естрада“ с ВИГ „Калейдоскоп“. Сътрудничи на сп. „Родолюбие“ (собствена рубрика), сп. „Клуб М“ (собствена рубрика), в. „Отечествен фронт“, „Стършел“ и др., заедно с Р. Белчев и Г. Гълов издава в. „Камила“ (към „Стършел“) и е официален говорител на „Бирената партия“ (шеговита, но официално регистрирана организация).
От 1983 г. работи в Централен институт по изчислителна техника като преводач, програмист и след полагане на съответните изпити научен сътрудник 2-ра ст. по алгоритмични езици, ръководител секция по компютърна лингвистика, съавтор с Д. Авджиев на руско-български речник по изчислителна техника (изд. „Руски език“) с английски паралели. През 1988 г. съвместно с А. Новоселски е награден със специална награда за принос в изчислителната техника на международен симпозиум в Киев.
Дълги години се занимава с журналистика и е независим експерт по електронни медии. Има над 1500 публикации в периодичния печат; над 20 авторски книги; превежда от руски, полски, немски, френски и други езици (в това число Г. Иванов, Владимир Висоцки, Йосиф Бродски, Уилям Шекспир, Робърт Бърнс, Ръдиард Киплинг, С. Франчак, Франсоа Вийон, Ерих Кестнер, Брехт и др.) Автор е на статии и трудове по езикознание (в областта на образната метафора), теория на превода и философската монография „Трите кита“. Автор е на песни, пиеси за пиано, концерт за пиано и оркестър.
От 1993 г. е автор и водещ на предаването „12+Пляс!“ по „Хоризонт“, БНР от 1993 – 1998 г. Водещ на „Нощен Хоризонт“ и „12+3“ в БНР, в който период е номиниран за „Журналист на годината“ („Репортер 7“, 1994), награден с голямата награда „Premios ondas“ в раздел радио в Барселона (1995 г.) и със „Златен таралеж“ за журналистика (Репортер 7, 1996 г.) През 1998 – 1999 г. автор и водещ в предаванията „Неделен магазин“, „Горе, Долу“, автор и журналист в „Панорама“ по БНТ. От началото на 1999 г. работи в БНТ първо в „Панорама“, после като продуцент „Забавни предавания“. След напускане на БНТ за кратко работи и като линеен продуцент към австрийската ORF. Носител е на Голямата награда „ПОКИ“ за поезия (Харманли, 1992), Златно перо“ – за литература и публицистика (София, 1996 г.) Носител е на Националната награда за детска литература „Константин Константинов“ (2018 г.)
В периода след 2000 г. съвместно с Богомил Бонев създава „Гражданска партия“, но се оттегля. Работи последователно в „Бояна филм“ и Агенция „Пътна инфраструктура“ като началник отдел „Международна дейност“. Известно време е независим експерт по електронни медии към НС (номиниран за СЕМ) и свободна журналистическа практика към редица вестници („Монитор“, „Политика“, „Кеш“ и др.) От 2010 г. до 2014 г. е директор на дирекция „Информационно осигуряване“ към МО (включваща ВТК, в „Българска армия“, „Военна киностудия“, и „Мониторинг“).

## Издадено творчество

### Стихосбирки
- „Глътка въздух“ („Лице“ 1992 г.)
- „Главната улица“ („Агенция Славчев“ 1999 г.)
- „Руни“ („5Stars“ 2005 г.)

### Сборници, разкази, есета
- „Галерия на шантавите“ (разкази, приказки и повести, изд. „Христо Ботев“, 1995 г.)
- „Портрети Натюрморти“ (разкази, „Скайпринт“, 2004 г.)
- „Клозет накрая на града“ или „Светът е кръчма“ (разкази и скечове, „АТЕА“, 2017 г.)
- „Прозрението на Буридановото магаре“[1] (есета, наградена със „Златно перо“ за литература и публицистика, „Иван Вазов“, 2002 г.)
- „Как да живеем с изтрещялата си половинка“ в две части „ТОЙ“ и „ТЯ“ (забавна психология, илюстрирана от Р. Статков, „АТЕА“, 2015 г.)

### Романи
- „Наследникът на Колизеума“ („Световит“, 2002 г.).
- „Зодия Килър“ роман в 3 части (част 1-ва издадена отделно „Свиня до поискване“, „Световит“, 2005 г. и целият роман „ТРУД“, 2008 г.)
- „Ловецът на охлюви“ роман-дневник („АТЕА“, 2014 г.)
- „Ъпдейт“ („АТЕА“, 2017 г.)

### Детски книги
- „Приказка за Малък Мечо или кога Зайо спи зимен сън“ (худ. В. Паунов, „Дамян Яков“, 2009 г.)
- „Приказка за Малката Слоница“ (худ. Р. Статков, „АТЕА“, 2016 г.)
- „Приказка за една Плишимура, която дори не приличаше на плишимура“ – (худ. Т. Попов, наградена с Националната награда „К. Константинов“, „АТЕА“, 2017 г.)
- „Приказка за Ежко Измишльоткин и Къртицата Софица“ (худ. В. Паунов, „АТЕА“, 2018 г.)